# Pilemia maculifera
Pilemia maculifera là một loài bọ cánh cứng trong họ Cerambycidae.